# KBO 리그 볼넷 관련 기록

## 통산 기록

### 개인 타자 통산 최다볼넷순위
- 아래 기록은 2012년 시즌까지 기록이다.

(진한 색 줄은 현역)
| 순위 | 볼넷   | 선수   | 소속                    | 기간          | 시즌 수 | 통산 경기수 | 주석 및 기타 |
| 1    | 1278개 | 양준혁 | 삼성 - 해태 - LG - 삼성 | 1993 - 2010년 | 18시즌  | 2135경기    |              |

### 개인 타자 통산 최다 볼넷 추이
| 기록   | 선수   | 소속 | 날짜         | 구장 | 상대팀 | 상대 투수 | 경기 수 | 달성 당시 나이 | 주석 및 기타                    |
| 1개    | 송영운 | MBC  | 1982. 03. 27 | 서울 | 삼성   | 황규봉    | 1       |                | 한국 프로 야구 첫 경기 2번 타자 |
| 1278개 | 양준혁 | 삼성 |              |      |        |           |         |                |                                 |

## 시즌 기록

### 개인 한 시즌 최다 볼넷 기록 추이
| 기록  | 연도 | 선수 | 소속 | 팀 경기수 | 시즌 타율 | 주석 및 기타 |
| 127개 | 2001 | 호세 | 롯데 |           |           | [ 2 ]        |

## 한 경기 기록

### 한 경기 개인 최다 볼넷 기록 추이
| # | 기록 | 선수   | 소속 | 날짜         | 구장 | 상대팀 | 상대 투수                      | 경기 결과 | 주석 및 기타                    |
| 1 | 1개  | 송영운 | MBC  | 1982. 03. 27 | 서울 | 삼성   | 황규봉                         |           | 한국 프로 야구 첫 경기 2번 타자 |
|   | 5개  | 홍문종 | 롯데 | 1984. 09. 22 | 구덕 | 삼성   |                                |           |                                 |
|   | 6개  | 이호준 | SK   | 2012. 05. 20 | 대전 | 한화   | 유창식, 박정진, 송신영, 마일영 | 13 - 10   | 6타석 모두 볼넷 기록            |

## 연속 기록

### 연속 볼 투구
| 기록 | 선수          | 소속 | 날짜         | 구장 | 상대팀 | 상대 타자       | 경기 결과           | 주석 및 기타 |
| 16개 | 레다메스 리즈 | LG   | 2012. 04. 13 | 잠실 | KIA    | 홍재호 - 김선빈 | 8 -6 패 (연장 11회) | 5-5로 맞선 11회 초 등판, 첫 타자는 땅볼로 잡아냈지만 이후 8번 홍재호를 시작으로 2번 김선빈까지 16개 연속 볼을 던지며, 볼 넷 네 개 허용. 1/3이닝 1피안타 4볼넷 3실점 패전 투수 |

#### 연속 타석 볼넷기록 추이
| 기록 | 선수   | 소속          | 날짜            | 구장 | 상대팀 | 경기 결과 | 주석 및 기타 |
| 9개  | 홍문종 | 롯데 자이언츠 | 1984. 09. 22 23 | 구덕 | 삼성   |           | [ 2 ]        |

### 연속 타자 볼넷
| 기록  | 선수   | 소속 | 날짜         | 구장 | 상대팀 | 경기 결과                                               | 주석 및 기타 |
| 5타자 | 김대우 | 롯데 | 2009. 04. 25 | 사직 | LG     | 1회초 로베르토 페타지니, 정성훈, 최동수, 박경수. 조인성 | 종전 4타자   |